# Стокс (тауншип, округ Розо, Миннесота)
Стокс (англ. Stokes) — тауншип в округе Розо, Миннесота, США. На 2000 год его население составило 229 человек.

## География
По данным Бюро переписи населения США площадь тауншипа составляет 93,3 км², из которых 93,3 км² занимает суша, водоёмов нет.

## Демография
По данным переписи населения 2000 года здесь находились 229 человек, 82 домохозяйства и 66 семей. Плотность населения — 2,5 чел./км². На территории тауншипа расположено 88 построек со средней плотностью 0,9 построек на один квадратный километр. Расовый состав населения: 99,13 % белых, 0,44 % — других рас США и 0,44 % приходится на две или более других рас. Испанцы или латиноамериканцы любой расы составляли 1,31 % от популяции тауншипа.
Из 82 домохозяйств в 45,1 % воспитывались дети до 18 лет, в 67,1 % проживали супружеские пары, в 8,5 % проживали незамужние женщины и в 18,3 % домохозяйств проживали несемейные люди. 17,1 % домохозяйств состояли из одного человека, при том 9,8 % из — одиноких пожилых людей старше 65 лет. Средний размер домохозяйства — 2,79, а семьи — 3,03 человека.
31,4 % населения — младше 18 лет, 5,2 % — в возрасте от 18 до 24 лет, 31,9 % — от 25 до 44, 23,6 % — от 45 до 64, и 7,9 % — старше 65 лет. Средний возраст — 35 лет. На каждые 100 женщин приходилось 112,0 мужчин. На каждые 100 женщин старше 18 приходилось 121,1 мужчин.
Средний годовой доход домохозяйства составлял 39 531 доллар, а средний годовой доход семьи — 40 313 долларов. Средний доход мужчин — 27 708 долларов, в то время как у женщин — 21 250. Доход на душу населения составил 17 653 доллара. За чертой бедности находились 4,5 % семей и 9,6 % всего населения тауншипа, из которых 11,8 % младше 18 и 16,7 % старше 65 лет.